# Разлив (Херсонская область)
Разлив (укр. Розлив) — посёлок в Белозёрской поселковой общине Херсонского района Херсонской области Украины.
Почтовый индекс — 75005. Телефонный код — 5547. Код КОАТУУ — 6520355102.

## Население
Население по переписи 2001 года составляло 314 человек.

### Языковой состав
Родной язык населения по данным переписи 2001 года:
| Язык       | Численность, чел. | Доля     |
| ---------- | ----------------- | -------- |
| Украинский | 290               | 92,36 %  |
| Русский    | 24                | 7,64 %   |
| Итого      | 314               | 100,00 % |

## Местный совет
75000, Херсонская обл., Белозёрский р-н, пгт Белозёрка, ул. К. Маркса, 83